# 船尾座T
船尾座T，又名CD-40 3490，HD 63640、SAO 219006、HR 3041，是船尾座的一颗恒星，视星等为6.14，位于銀經255.03，銀緯-7.57，其B1900.0坐标为赤經7h 44m 43.4s，赤緯-40° -7.57′ 8″。